# پردراگ دروبنیاک
پردراگ دروبنیاک (سیریلیک صربی: Предраг "Пеђа" Дробњак؛ زادهٔ ۲۷ اکتبر ۱۹۷۵) بازیکن بسکتبال اهل مونته‌نگرو بود.
از باشگاه‌هایی که در آن بازی کرده‌است می‌توان به باشگاه بسکتبال ساسکی باسکونیا، باشگاه ورزشی افس پیلسن، باشگاه بسکتبال پارتیزان، لس آنجلس کلیپرز، آتلانتا هاوکس، و سیاتل سوپرسانیکس اشاره کرد.
وی در مسابقات کشوری و بین‌المللی در مجموع برندهٔ ۳ مدال طلا، ۱ مدال برنز شده‌است.